# クローバー・シリーズ 17才
『クローバー・シリーズ 17才』（ - 17さい）は、南沙織初のコンパクト盤。
1972年6月発売。発売元はCBSソニー。規格品番: SOLE-3。

## 解説
CBSソニーから発売されていたA面2曲、B面2曲、計4曲を収録したコンパクト盤『クローバー・シリーズ』の南沙織盤第1弾。
ジャケットには3rdシングル『ともだち』の写真が使われているが、本作に『ともだち』は収録されていない。
見開き型となっており、開くと4曲の歌詞が掲載されている。
裏にはシングル『17才』『潮風のメロディ』のジャケット、アルバム『17才』のジャケット、『潮風のメロディ』の別ショットが掲載されている。
公式サイト『Art of loving』の今作のページにはB面の2曲目が『シンシアの青春』と表記されているが、正しくは『ローズ・ガーデン』である。

## 収録曲

### Side A
1. 17才
  - 作詞: 有馬三恵子、作曲・編曲: 筒美京平
2. シンシアの青春
  - 作詞: 有馬三恵子、作曲・編曲: 筒美京平
  - アルバム『17才』からの収録。

### Side B
1. 潮風のメロディ
  - 作詞: 有馬三恵子、作曲・編曲: 筒美京平
2. ローズ・ガーデン
  - 作詞・作曲: Joe South、編曲: 高田弘
  - アルバム『17才』からの収録。

## 関連作品
- 『南沙織 クローバー・シリーズ』

クローバー・シリーズ 純潔
クローバー・シリーズ 早春の港
クローバー・シリーズ 色づく街
クローバー・シリーズ バラのかげり / ひとかけらの純情
クローバー・シリーズ 夜霧の街 / 夏の感情
クローバー・シリーズ 17才 / 純潔
クローバー・シリーズ 想い出通り / 女性
クローバー・シリーズ 色づく街 / 哀愁のページ
シンシアのクリスマス
クローバー・シリーズ ひとねむり / 人恋しくて